# Joan Plowright
Joan Ann Olivier, Baroneasă Olivier (n. 28 octombrie 1929, Brigg, Anglia, Regatul Unit – d. 16 ianuarie 2025, Greater London, Anglia, Regatul Unit), mult mai bine cunoscută sub numele de Dame Joan Plowright, a fost o actriță britanică. A câștigat două premii Globul de Aur și un premiu Tony și a fost nominalizată la un premiu Oscar, un Emmy și două premii BAFTA. A fost descrisă de revista Variety drept „poate cel mai mare actor anglofon al secolului al XX-lea”.
S-a căsătorit cu actorul Laurence Olivier la scurt timp după încheierea căsătoriei sale de douăzeci de ani cu actrița Vivien Leigh. Plowright și Olivier au avut împreună trei copii. Ambele fiice au devenit actrițe. Cuplul a rămas căsătorit până la moartea lui Olivier în 1989.
Teatrul Plowright din Scunthorpe este numit în onoarea actriței.

## Filmografie

### Film
| An   | Titlu                         | Rol                         | Note         |
| ---- | ----------------------------- | --------------------------- | ------------ |
| 1956 | Moby Dick                     | soția lui Starbuck          | nemenționată |
| 1957 | Time Without Pity             | Agnes Cole                  |              |
| 1960 | The Entertainer               | Jean Rice                   |              |
| 1963 | Uncle Vanya                   | Sonya                       |              |
| 1970 | Three Sisters                 | Masha Kulighina             |              |
| 1977 | Equus                         | Dora Strang                 |              |
| 1982 | Britannia Hospital            | Phyllis Grimshaw            |              |
| 1982 | Brimstone & Treacle           | Norma Bates                 |              |
| 1985 | Revolution                    | Mrs. Daisy McConnahay       |              |
| 1988 | Drowning by Numbers           | Cissie Colpitts 1           |              |
| 1988 | The Dressmaker                | Nellie                      |              |
| 1990 | I Love You to Death           | Nadja                       |              |
| 1990 | Avalon                        | Eva Krichinsky              |              |
| 1991 | Enchanted April               | Mrs. Jand Fisher            |              |
| 1993 | Dennis the Menace             | Mrs. Martha Wilson          |              |
| 1993 | Last Action Hero              | Teacher                     |              |
| 1993 | The Summer House              | Mrs. Munro                  |              |
| 1994 | A Pin for the Butterfly       | Grandma                     |              |
| 1994 | Widows' Peak                  | Mrs. Dawn Doyle-Counihan    |              |
| 1995 | The Scarlet Letter            | Harriet Hibbons             |              |
| 1995 | A Pyromaniac's Love Story     | Mrs. Wendy Linzer           |              |
| 1995 | Hotel Sorrento                | Marge Morrisey              |              |
| 1996 | 101 Dalmatians                | Nanny                       |              |
| 1996 | Surviving Picasso             | Françoise's Grandmother     |              |
| 1996 | Mr. Wrong                     | Mrs. Jessica Crawford       |              |
| 1996 | Jane Eyre                     | Mrs. Fairfax                |              |
| 1997 | The Assistant                 | Mrs. Ida Bober              |              |
| 1998 | Dance with Me                 | Bea Johnson                 |              |
| 1999 | Tom's Midnight Garden         | Mrs. Ortensia Bartholomew   |              |
| 1999 | Tea with Mussolini            | Mary Wallace                |              |
| 2000 | Dinosaur                      | Baylene (voce)              |              |
| 2000 | Back to the Secret Garden     | Martha Sowerby              |              |
| 2002 | Global Heresy                 | Lady Foxley                 |              |
| 2002 | Callas Forever                | Sarah Keller                |              |
| 2003 | Bringing Down the House       | Virginia Arness             |              |
| 2003 | I am David                    | Sophie                      |              |
| 2004 | George and the Dragon         | Mother Superior             |              |
| 2005 | Mrs. Palfrey at the Claremont | Mrs. Sarah Palfrey          |              |
| 2006 | Goose on the Loose            | Beatrice Fairfield          |              |
| 2006 | Curious George                | Victoria Plushbottom (voce) |              |
| 2008 | The Spiderwick Chronicles     | Aunt Lucinda Spiderwick     |              |
| 2009 | Knife Edge                    | Marjorie                    |              |
| 2018 | Nothing Like a Dame           | Rolul ei                    | Documentar   |

### Televiziune
| Year      | Title                           | Role                | Notes                                                  |
| --------- | ------------------------------- | ------------------- | ------------------------------------------------------ |
| 1951      | Sara Crewe                      | Winnie              | 4 episoade                                             |
| 1954      | BBC Sunday-Night Theatre        | Adriana             | 3 episoade                                             |
| 1955      | Moby Dick—Rehearsed             | A Young Actress/Pip | Filmul lui Orson Welles nefinalizat și pierdut Film TV |
| 1957      | Sword of Freedom                | Lisa Giocondo       | Episodul: "The Woman in the Picture"                   |
| 1959      | Theatre Night                   | Arlette Le Boeuf    | Episodul: Hook, Line, and Sinker                       |
| 1959      | World Theatre                   | Lady Teazle         | Episodul: The School for Scandal                       |
| 1959      | ITV Play of the Week            | Viola               | Episodul: The Secret Agent                             |
| 1959      | ITV Television Playhouse        | Jane Maxwell        | Episodul: Odd Man In                                   |
| 1967      | NET Playhouse                   | Sonya               | Episodul: Uncle Vanya                                  |
| 1970      | ITV Playhouse                   | Lisa                | Episodul: "The Plastic People"                         |
| 1970      | ITV Sunday Night Theatre        | Viola               | Episodul: Twelfth Night                                |
| 1973      | The Merchant of Venice          | Portia              | Film TV                                                |
| 1978      | Saturday, Sunday, Monday        | Rosa                | Film TV                                                |
| 1978      | Daphne Laureola                 | Lady Pitts          | Film TV                                                |
| 1980      | The Diary of Anne Frank         | Mrs. Frank          | US Film TV                                             |
| 1982      | All for Love                    | Edith               | Episodul: "A Dedicated Man"                            |
| 1983      | Wagner                          | Mrs. Taylor         | Episodul: "1.2"                                        |
| 1986      | The Importance of Being Earnest | Lady Bracknell      | Film TV                                                |
| 1987      | Theatre Night                   | Meg Bowles          | Episodul: "The Birthday Party"                         |
| 1989      | And a Nightingale Sang          | Mam                 | Film TV                                                |
| 1990      | Sophie                          | Sophie              | Film TV                                                |
| 1991      | The House of Bernarda Alba      | La Poncia           | Film TV                                                |
| 1992      | Stalin                          | Olga                | Film TV                                                |
| 1992      | Driving Miss Daisy              | Daisy Werthan       | Film TV                                                |
| 1993      | Screen Two                      | Mrs. Monro          | Episodul: "The Clothes in the Wardrobe"                |
| 1994      | The Return of the Native        | Mrs. Yeobright      | Film TV                                                |
| 1994      | A Place for Annie               | Dorothy             | Film TV                                                |
| 1994      | On Promised Land                | Mrs. Appletree      | Film TV                                                |
| 1998-1999 | Encore!                         | Marie Pinoni        | 12 episoade                                            |
| 1998      | Aldrich Ames: Traitor Within    | Jeanne Vertefeuille | Film TV                                                |
| 1998      | This Could Be the Last Time     | Rosemary            | Film TV                                                |
| 2000      | Frankie & Hazel                 | Phoebe Harkness     | Film TV                                                |
| 2001      | Bailey's Mistake                | Aunt Angie          | Film TV                                                |
| 2001      | Scrooge and Marley              | Narator             | Film TV                                                |